# Eurytoma cylindrica
Eurytoma cylindrica är en stekelart som beskrevs av Thomson 1876. I den svenska databasen Dyntaxa används istället namnet Bruchophagus cylindricus. Enligt Catalogue of Life ingår Eurytoma cylindrica i släktet Eurytoma och familjen kragglanssteklar, men enligt Dyntaxa är tillhörigheten istället släktet Bruchophagus och familjen kragglanssteklar. Arten är reproducerande i Sverige. Inga underarter finns listade i Catalogue of Life.